# Sultanato de Gujarat
El sultanato de Gujarat fue un estado musulmán que existió en la región de Gujarat (India) entre 1407 y 1572.

## Historia
A partir de 1390 el poder del sultanato de Delhi sobre las provincias se vio afectado por las luchas de sucesión; en 1391 el gobernador Malik Mufarrah Sultani Farhat al-Mulk apoyó a la religión hindú esperando su apoyo de esta religión para hacerse independiente; los ulemas fueron a Delhi a protestar y el sultán Muhammad Shah III Tughluk envió como nuevo gobernador a Zafar Khan, hijo de Wajih al-Mulk con el título de Muzaffar Khan; Farhat al-Mulk desafió su autoridad y los dos hombres se enfrentaron en batalla el 4 de enero de 1392 en Kamboi, a 30 km al oeste de Patan, en la que Farhat fue derrotado y muerto.
Muzaffar había dejado en Delhi a su hijo Tatar Khan que ejercía como wazir (hasta 1393). Muzaffar empezó a restablecer el orden y la prosperidad. Después de 1393 Tatar Khan, el hijo de Muzaffar Khan, continuó en Delhi, donde era el centro de las luchas por el poder, y el 1398 fue a Gujarat donde pidió a su padre un ejército que tenía que ocupar Delhi. Pero entonces se produjo la invasión de Tamerlán (1399). Nasir al-Din Mahmud Shah III Tughluk (1395-1399) se refugió en Patan la capital entonces de la provincia de Gujarat. 
En 1403 Tatar Khan intentó convencer a su padre de avanzar hasta Delhi con un ejército pero Muzaffar no lo aceptó y trató de disuadir a su hijo. Tatar entonces derrocó a su padre (de 60 años) y se proclamó sultán de Gujarat (noviembre de 1403) como Muhammad Shah Gujarati. Fue el primer sultán. Entonces marchó a Delhi pero fue envenenado por su tío Shams Khan, que liberó a Muzaffar al que restableció en el gobierno de Gujarat. 
Muzaffar cogió el título real en 1407 a petición de los nobles, ante la vacante de poder en Delhi, siendo coronado como Muzaffar Shah. Este amplió sus dominios, inicialmente una franja entre las montañas (desde Mont Abu) y el río Narbada, con la anexión de Idar al norte, y de Diu y Kathiawar, saqueó Jhalor y se apoderó de Malwa temporalmente en 1407 poniendo en el trono a su propio hermano, en el lugar de Hoshang.
Su sucesor Ahmad I (1410-1442) fundó Ahmedabad o Ahmedabad, que desde sus inicios fue siempre la principal ciudad del Gujarat; recuperó Bombay y Salsette de los reyes bahmanidas del Dekan.
Mahmud Shah Y Begra Gudjarati (Baykara) Saif al-Din (1458-1511) conquistó Girnar (1471) y saqueó Dwarka Bet (1473), llegando al este del valle del Tapti hasta Thalner, dominando también el territorio entre las montañas de los Ghats y el mar de Flotado en Bombay; siguió con las luchas tradicionales contra Malwa al este y Khandesh al sur y construyó una gran flota para dominar a los piratas de las islas. Los piratas no eran los únicos que amenazaban la costa, puesto que en esta época llegaron los europeos: Vasco da Gama desembarcaba en Malabar en 1498; el conflicto de los portugueses con los mamelucos egipcios por el comercio del India trajo al enfrentamiento: el almirante Husein, de la flota mameluca al mar Rojo, fue enviado en 1508 a Gujarat con una escuadra muy equipada y marineros veteranos de las guerras con los cristianos en el Mediterránea; la flota de Gujarat, bajo el gobernador de Dice, se le unió pese a los intentos de Lourenço de Almeida de evitar la alianza; los portugueses fueron derrotados en un combate naval que duró dos días cerca de Chaul, y Lourenço de Almeida murió; pero al cabo de pocos meses, el 2 de febrero de 1509, el padre de Lourenço, el virrey Francisco de Almeida, derrotó a la flota aliada en aguas de Dice. En 1510 el sultán de Gujarat ofreció el puerto de Dice al portugués Albuquerque, el conquistador de Goa, y una factoría lusa se  estableció el 1513 (la fortaleza se construyó en 1535).

## Lista de sultanes
La dinastía que gobernó el sultanado es llamada Gudjarati o Gujarati (Gujaràtida) y ocasionalmente Muzaffàrida, pero este último nombre trae a confusión con la dinastía llamada igual en Persia en el siglo XIV.
- Muzaffar Khan (gobernador) 1391-1403
- Muhammad Shah Y Tatar Khan 1403
- Muzaffar Khan (gobernador) 1403-1407, sultán Muzaffar Shah Y Gudjarati 1407-1410
- Ahmad Shah Y Gudjarati Shihab al-Din 1410-1442
- Muhammad Shah II Karim Gudjarati 1442-1451
- Ahmad Shah II Kutb al-Din Gudjarati 1451-1458
- Dawud Khan Gudjarati 1458
- Mahmud Shah Y Begra Gudjarati (Baykara) Saif al-Din 1458-1511
- Muzaffar Shah II Gudjarati 1511-1526
- Sikandar Gudjarati 1526
- Mahmud Shah II Gudjarati 1526
- Bahadur Shah Gudjarati 1526-1537
- Muhammad Zaman Mirzà 1537
- Miran Muhammad Shah Y, sultán de Khandesh, 1537
- Mana Ahmad Shah sultán de Khandesh, 1537
- Mahmud Shah III Gudjarati 1537-1554
- Ahmad Shah III Gudjarati 1554-1561
- Muzaffar Shah III Gudjarati 1561-1573
- Suba del Imperio Mogol 1573-1583
- Muzaffar Shah III Gudjarati (sublevado) 1583